# 日本電子專門學校
日本電子專門學校（日语：日本電子専門学校／にほんでんしせんもんがっこう）是一所位於日本東京都的專門學校，隸屬於學校法人電子學園。
該校目前設有25個學科，主要提供資訊科技與遊戲、動畫製作相關的課程。

## 沿革

### 年表
- 1951年 - 日本廣播技術學校創立。
- 1953年 - 更名為日本高等電視技術學校。
- 1961年 - 更名為日本電子專門學校。
- 1963年 - 學校法人電子學園成立。
- 1976年 - 成為專修學校制度下認可的專門學校。
- 1995年 - 開始授予「專門士」稱號。
- 2012年 - 獲得日本留學AWARD專門學校部門獎。
- 2014年 - 開設文部科學省認定的職業實踐專門課程。

## 設置學科
| 分類       | 學科                                                            |
| ---------- | --------------------------------------------------------------- |
| CG・映像   | - 電腦圖形科 - CG映像製作科 - 電腦圖形研究科                    |
| 遊戲       | - 遊戲製作研究科 - 遊戲製作科 - 遊戲企劃科                      |
| 動畫       | - 動畫科 - 動畫研究科                                           |
| 設計       | - 平面設計科                                                    |
| AI         | - AI系統科                                                      |
| 網頁・行動 | - 網頁設計科 - 行動應用科                                       |
| 商業       | - 資訊商業證照科                                                |
| 資訊處理   | - 資訊處理科 - 資訊系統開發科 - 高度資訊處理科                  |
| 網路・安全 | - 網路安全科                                                    |
| 電氣・電子 | - 高度電氣工學科 - 電氣工學科 - 電氣工事技術科 - 電子應用工學科 |
| 夜間部     | - 網路安全科 - 資訊處理科 - 電氣工學科 - 電氣工事士科           |

## 相關人物

### 校友
- 井上淳哉
- 紺野秀樹
- 細江慎治（日语：細江慎治）
- 增田順一
- 森山大輔

## 外部連結
- 日本電子專門學校官方網站 （页面存档备份，存于）
- 日本電子專門學校的X（前Twitter）